# Parálisis psíquica de la mirada
La parálisis psíquica de la mirada es un síntoma, por lo general relacionado con el síndrome de Bálint, por el que las personas son incapaces de cambiar el punto de atención de una escena. Cuando este síntoma se produce se asocia con lesiones cerebrales encefálicas.

## Primera descripción
Este síntoma fue descrito por primera vez en 1909 por el neurólogo Rudolph Bálint en un artículo en el que describía el síndrome más general que hoy día lleva su nombre: Síndrome de Bálint. Se trata de un síntoma de lesiones cerebrales.

## Síntomas
- Incapacidad para mirar un objeto situado en el campo periférico
- Alteración en la ejecución de los movimientos visuales (control del campo visual)
- Trastorno de la atención visual acompañado del problema en la mirada
- Cuadro de afasia (lectura), agrafía (escritura) y apraxia ideatoria.

## Localización cerebral
Las causas de este trastorno hay que buscarlas en lesiones de las áreas visuales de la corteza parieto-occipital del encéfalo. Estas causas han sido confirmadas por las modernas técnicas de neuroimagen.